# Publio Manlio Vulsón
Publio Manlio Vulsón  fue un político y militar romano del siglo IV a. C. perteneciente a la gens Manlia.

## Familia
Vulsón fue miembro de los Manlios Vulsones, la más antigua familia patricia de la gens Manlia. Fue hijo de Marco Manlio Vulsón.

## Tribunado consular
Obtuvo el tribunado consular en el año 400 a. C., año que fue famoso por el frío, la nieve y la helada del Tíber.